# Kantbräkenväxter
Kantbräkenväxter (Pteridaceae) är en familj av ormbunkar. Pteridaceae ingår i ordningen Polypodiales, klassen Polypodiopsida, fylumet kärlväxter och riket Plantae. Enligt Catalogue of Life omfattar familjen Pteridaceae 1 398 arter. 

## Dottertaxa till Pteridaceae, i alfabetisk ordning[1]
- Acrostichum
- Actiniopteris
- Adiantopsis
- Adiantum
- Aleuritopteris
- Ananthacorus
- Anetium
- Anogramma
- Antrophyum
- Argyrochosma
- Aspidotis
- Astrolepis
- Austrogramme
- Bommeria
- Calciphilopteris
- Ceratopteris
- Cerosora
- Cheilanthes
- Cheiloplecton
- Coniogramme
- Cosentinia
- Cryptogramma
- Doryopteris
- Gaga
- Haplopteris
- Hecistopteris
- Hemionanthes
- Hemionitis
- Jamesonia
- Llavea
- Monogramma
- Myriopteris
- Nephopteris
- Notholaena
- Ochropteris
- Onychium
- Paragymnopteris
- Parahemionitis
- Pellaea
- Pentagramma
- Pityrogramma
- Pityromeria
- Polytaenium
- Pteris
- Pterozonium
- Radiovittaria
- Rheopteris
- Scoliosorus
- Syngramma
- Taenitis
- Trachypteris
- Vittaria